# GoRail
GoRail is een Estisch spoorwegbedrijf. Het bedrijf vervoert reizigers met internationale dieseltreinen tussen de Estische hoofdstad Tallinn en de Russische steden Moskou en Sint-Petersburg. Dit zijn de enige internationale treinverbindingen in Estland.
Het bedrijf is ontstaan bij de splitsing van Eesti Raudtee, het nationale treinbedrijf van Estland in 1997. Tot 2006 heette het bedrijf EVR Ekspress.

## Treinroutes
GoRail rijdt de volgende route in samenwerking met de Russische spoorwegen:
- Tallinn Baltisch Station
- Tapa
- Rakvere
- Jõhvi
- Narva
- Ivangorod
- Kingisepp
- Bologoje
- Tver
- Moskou Oktjabrskaja

Tussen 31 maart 2007 en juli 2008 heeft GoRail ook een treinverbinding gehad tussen Tallinn en Sint-Petersburg, maar deze werd al snel opgeheven, omdat de treinen te duur waren en niet konden concurreren met snellere bussen. Sinds 2012 rijdt er echter weer een trein tussen de twee steden.
- Tallinn Baltisch Station
- Tapa
- Rakvere
- Jõhvi
- Narva
- Ivangorod
- Kingisepp
- Station Sint-Petersburg Vitebsk